# Bahnstrecke Winden–Bad Bergzabern
| |                                                  |                         |                         |
| Streckennummer: | 3442                                             |                         |                         |
| Kursbuchstrecke (DB): | 280a (1949–1972) 683 (1972–1981) 678 (seit 1995) |                         |                         |
| Kursbuchstrecke: | 282f (1946)                                      |                         |                         |
| Streckenlänge: | 10,0 km                                          |                         |                         |
| Spurweite: | 1435 mm (Normalspur)                             |                         |                         |
| Streckenklasse: | D4                                               |                         |                         |
| Maximale Neigung: | <30 ‰                                            |                         |                         |
| Streckengeschwindigkeit: | 70 km/h                                          |                         |                         |
| Zugbeeinflussung: | PZB                                              |                         |                         |
| |                                                  |                         |                         |
| \| \| \| von Wissembourg \| \| \| \| \| von Karlsruhe \| \| \| \| 0,0 \| Winden (Pfalz) \| Winden (Pfalz) \| \| \| \| Bundesstraße 427 \| \| \| \| \| nach Neustadt (Weinstr) \| \| \| \| \| Horbach \| \| \| \| \| Steinfelsbach \| \| \| \| 5,0 \| Barbelroth \| Barbelroth \| \| \| 7,9 \| Kapellen-Drusweiler \| Kapellen-Drusweiler \| \| \| 10,0 \| Bad Bergzabern \| Bad Bergzabern \| \| \| \| \| \| \| Quellen: [1] \| \| \| \| |                                                  |                         |                         |
| Strecke |                                                  | von Wissembourg         | von Wissembourg         |
| Abzweig geradeaus und von rechts |                                                  | von Karlsruhe           | von Karlsruhe           |
| Bahnhof | 0,0                                              | Winden (Pfalz)          | Winden (Pfalz)          |
| Brücke |                                                  | Bundesstraße 427        | Bundesstraße 427        |
| Abzweig geradeaus und nach rechts |                                                  | nach Neustadt (Weinstr) | nach Neustadt (Weinstr) |
| Brücke über Wasserlauf |                                                  | Horbach                 | Horbach                 |
| Brücke über Wasserlauf |                                                  | Steinfelsbach           | Steinfelsbach           |
| Haltepunkt / Haltestelle | 5,0                                              | Barbelroth              | Barbelroth              |
| Haltepunkt / Haltestelle | 7,9                                              | Kapellen-Drusweiler     | Kapellen-Drusweiler     |
| Kopfbahnhof Streckenende | 10,0                                             | Bad Bergzabern          | Bad Bergzabern          |
| |                                                  |                         |                         |
| Quellen: |                                                  |                         |                         |

Die Bahnstrecke Winden–Bad Bergzabern (auch: Kurbadlinie) ist eine zehn Kilometer lange Nebenbahn in Rheinland-Pfalz. Sie zweigt in Winden von der Pfälzischen Maximiliansbahn ab und führt nach Bad Bergzabern. Sie wurde 1870 eröffnet, um Bad Bergzabern (damals nur Bergzabern) ans Eisenbahnnetz anzuschließen. Pläne, die Strecke quer durch den Wasgau in Richtung Pirmasens fortzuführen, setzten sich jedoch nicht durch. Der Personenverkehr wurde 1981 eingestellt und 1995 reaktiviert. Der Güterverkehr wurde in den 1990er Jahren aufgegeben. Der Name Kurbadlinie bezieht sich auf Bad Bergzabern, den Endpunkt der Strecke.

## Geschichte

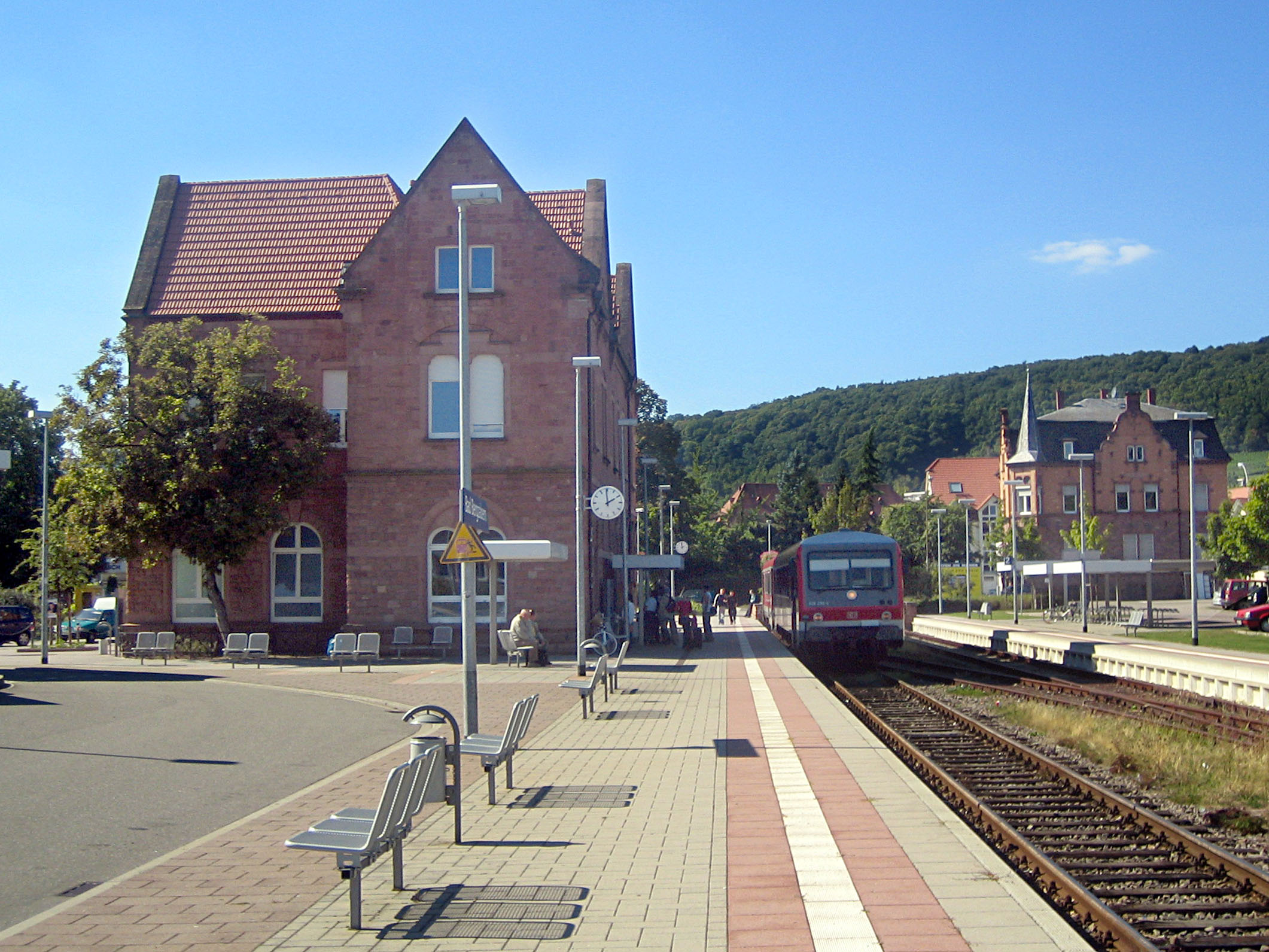
Bahnhof Bad Bergzabern, Blick Richtung Westen

### Planung, Bau und Eröffnung
Im Zuge des Baus der 1855 eröffneten Pfälzischen Maximiliansbahn von Neustadt über Landau und Winden nach Wissembourg hatte sich Bergzabern darüber beschwert, nicht an das Schienennetz angeschlossen worden zu sein. Der Unmut verstärkte sich, nachdem die in Winden beginnende Maximiliansbahn-Zweigstrecke nach Karlsruhe geplant und schließlich eröffnet wurde. Insbesondere der Bergzaberner Gewerbeverein forderte vehement einen Eisenbahnanschluss und entsandte eigens hierfür im August 1861 eine vierköpfige Deputation zur Abgeordnetenkammer nach München.  Zunächst war offen, von welchem Bahnhof der Maximiliansbahn die geplante Strecke abzweigen sollte; im Gespräch waren sowohl Rohrbach als auch Winden. Der Gewerbeverein plädierte für einen Anschluss in Winden, da er hoffte, dass von dort aus eine Bahnverbindung über Maximiliansau bis nach Karlsruhe möglich wäre.
1862 entstanden Pläne für den Bau einer Eisenbahnstrecke, die in Winden von der Maximiliansbahn abzweigen und über Bergzabern, Dahn, Kaltenbach und Pirmasens bis nach Zweibrücken verlaufen sollte. Diese standen in Konkurrenz zur gleichzeitig geplanten Strecke Landau–Zweibrücken. Vor allem einen regen Güterverkehr nach Bergzabern erhoffte man sich vom Bau einer solchen Strecke. Da der Bau einer Strecke quer durch den Wasgau jedoch als aufwendig galt, blieben die konkreten Pläne zunächst auf den Abschnitt Winden–Bergzabern beschränkt. 1864 erteilte das bayerische Staatsministerium schließlich die Konzession für die Projektierung und Vermessung der Strecke. Am 21. September 1868 gab der bayerische König Ludwig II. die Erlaubnis für den Bau der Strecke.
Gemäß der an die Maximiliansbahn-Gesellschaft erteilten Konzession wurde zunächst der Abschnitt Winden-Bad Bergzabern gebaut. Baubeginn war im Mai 1869, am 13. April 1870 erfolgte die Übergabe an den öffentlichen Verkehr. De facto war sie die erste Nebenbahn der Gesellschaft. Die Strecke wurde im Unterbau und auch im dafür notwendigen Grunderwerb einspurig ausgelegt, entsprechend fanden Schienen mit lediglich 10 cm Höhe und niedrigerem Gewicht als die für die Hauptbahnen verwendeten 12,3 cm hohe Schienen. Die gesamten Baukosten – ohne Gebäude und technischen Ausstattungen – beliefen sich auf 18,996.59 Gulden. Sie blieben damit um 34,499 Gulden unter den geplanten Kosten von 215,496 Gulden.

### Weitere Entwicklung
Bereits vom 23. Juli bis zum 14. August 1870 musste die Strecke für den Zivilverkehr gesperrt werden, da sie im deutsch-französischen Krieg gebraucht wurde, um verwundete Soldaten zu transportieren.

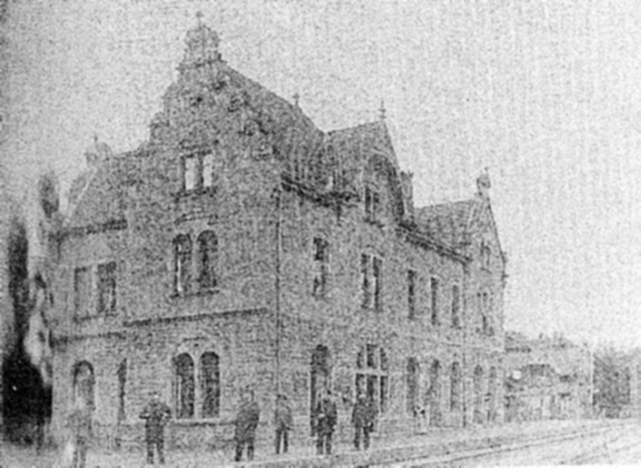
Bahnhof Bergzabern um 1900

1873 wurden die Pläne, die Strecke bis nach Zweibrücken durchzubinden, von der Direktion der Pfalzbahn in Ludwigshafen bestätigt. Parallel dazu legte letztere Pläne vor, die eine Verlängerung der Strecke die überwiegend entlang der Lauter bis nach Hinterweidenthal vorsahen. Obwohl die bayerische Regierung eine Zinsgarantie bereitstellte, verhinderte die Konjunkturlage der 1870er Jahre die Umsetzung dieser Pläne. Ab den 1890er Jahren lebten die Bestrebungen zur Verlängerung der Strecke in Richtung Westen wieder auf. Bergzabern wollte die Bahnlinie bis nach Dahn verlängert haben. Darüber hinaus existierten Pläne einer Streckenführung über Schönau nach Saarburg, die dem überregionalen Verkehr dienen sollte. 1899 begann die konkrete Planung, die Strecke über Dahn in Richtung Pirmasens zu verlängern. Es zeigte sich jedoch bald, dass die Verwirklichung dieser Ideen zu teuer würde. Quer zur aufgegebenen Planung entstand die Wieslauterbahn, die 1911 eröffnet wurde und Dahn damit an das Schienennetz anschloss. Pläne, die 1892 eröffnete Klingbachtalbahn, die in Rohrbach-Steinweiler von der Maximiliansbahn abzweigte und bis nach Klingenmünster führte, bis nach Bergzabern durchzubinden und sie so mit der Kurbadlinie zu verknüpfen, scheiterten ebenso.

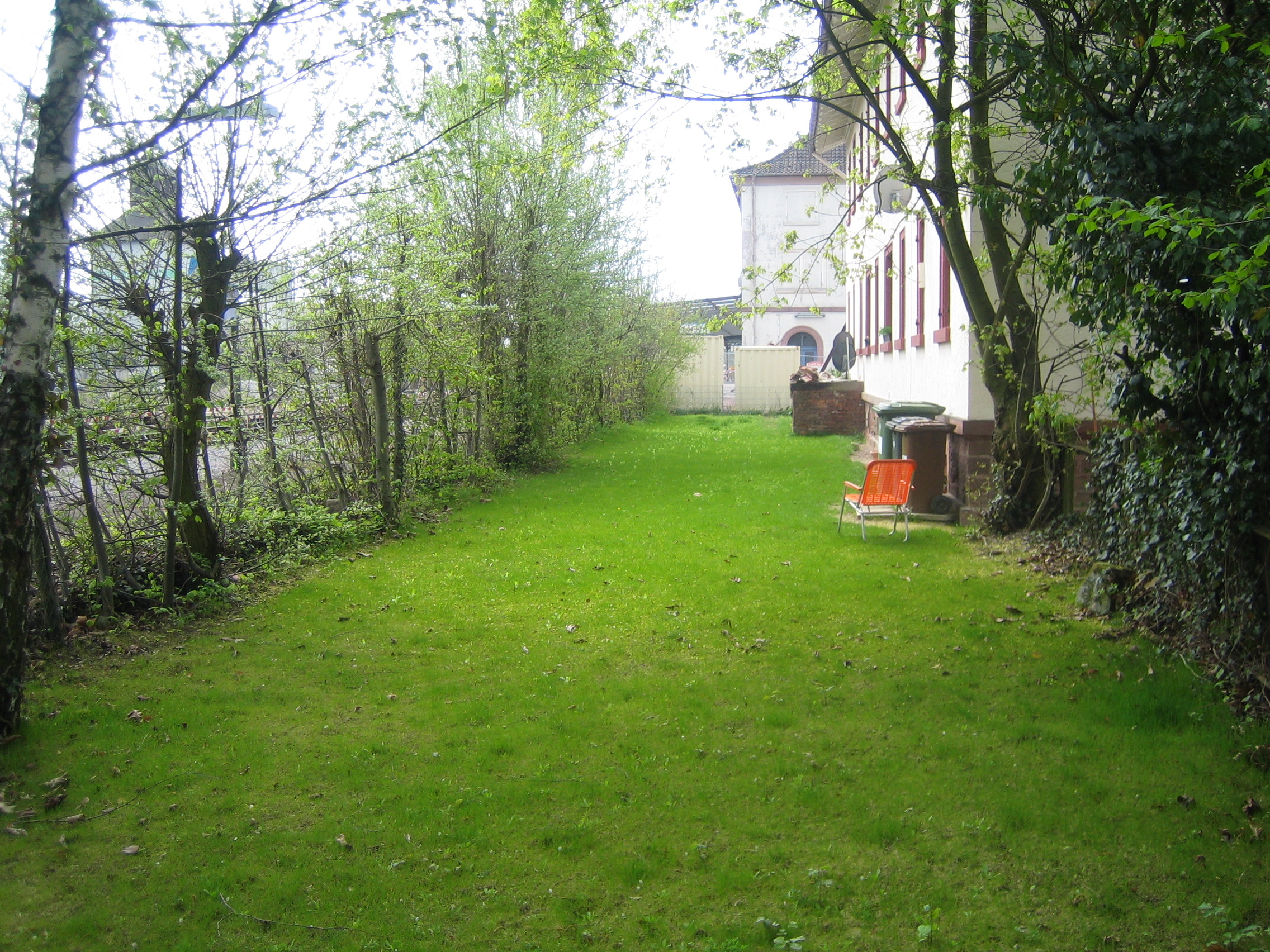
Lage des inzwischen abgebauten Gleises 1a in Winden, an dem die Züge der Strecke nach Bad Bergzabern früher hielten

Am 1. Januar 1909 ging die Strecke zusammen mit den übrigen Bahnstrecken innerhalb der Pfalz in das Eigentum der Bayerischen Staatseisenbahnen über. Zum 1. April 1920 ging die Strecke in das Eigentum der Deutschen Reichsbahn über. 1922 erfolgte die Eingliederung des pfälzischen Streckenabschnitts in die neu gegründete Reichsbahndirektion Ludwigshafen. Im Zuge der schrittweisen Auflösung der Reichsbahndirektion Ludwigshafen fiel die Bahn zum 1. Februar 1937 in den Zuständigkeitsbereich der Karlsruher Direktion.
Am 26. November 1944 wurden die Bahnanlagen in Bergzabern von Bombern angegriffen. Während der Gleiskörper zerstört wurde, wurde das Bahnhofsgebäude nur leicht beschädigt. Am 28. November und 10. Dezember desselben Jahres wurde ein Großteil der Bergzaberner Bevölkerung mit Sonderzügen evakuiert.

### Stilllegungen und Reaktivierung des Personenverkehrs (seit 1945)
Die Bahnstrecke unterstand nach dem Zweiten Weltkrieg zunächst der Betriebsvereinigung der Südwestdeutschen Eisenbahnen (SWDE), die 1949 in die neu gegründete Deutsche Bundesbahn (DB) überging. Konkret zuständig war dort die Bundesbahndirektion Mainz. Zum 19. Februar 1968 wurde die Zugsicherung der Strecke auf Zugleitbetrieb umgestellt.
Im Zuge der schrittweisen Auflösung der Mainzer Direktion im Jahr 1971 wechselte die Strecke mit Wirkung zum 1. Juni erneut in den Zuständigkeitsbereich der Bundesbahndirektion Karlsruhe. Zur selben Zeit baute die DB hier jedoch das Personal weitestgehend ab. Die Strecke wurde am 26. September 1981 im Personenverkehr stillgelegt. Strategisches Interesse aufgrund der in Bad Bergzabern vorhandenen Kasernen hatte diese Maßnahme hinausgezögert.
In den Folgejahren fanden Verhandlungen zur Wiederaufnahme des Personenverkehrs statt, die schließlich erfolgreich waren. Am 24. September 1995 folgte im Zuge der Einführung des „Rheinland-Pfalz-Taktes“ die Reaktivierung. Zeitgleich wurde der Güterverkehr eingestellt, der zu Zeiten des Kalten Krieges wegen der Bedeutung als Bundeswehr-Standort noch eine große Bedeutung hatte.
In der Folgezeit wurden die beiden Unterwegshalte modernisiert. Vom 1. bis 3. Oktober 2005 fanden auf der Kurbadlinie gleichzeitig mit der Maximiliansbahn, die 150-jähriges Jubiläum feierte, Dampfzugfahrten der Ulmer Eisenbahnfreunde (UEF) statt, da sich die Reaktivierung der Strecke zum zehnten Mal gejährt hatte. Für den Betrieb ab dem Jahr 2010 wurde die Strecke vom zuständigen Zweckverband Schienenpersonennahverkehr Rheinland-Pfalz Süd als Teil des Streckenbündels Südpfalznetz ausgeschrieben. Am 20. September 2006 wurde beschlossen, dass die Vergabe an DB Regio erfolgt. Seit 12. Dezember 2010 betreibt DB Regio RheinNeckar (heute: DB Regio Mitte) den Nahverkehr auf dieser Strecke mit Triebzügen der Baureihe 643.

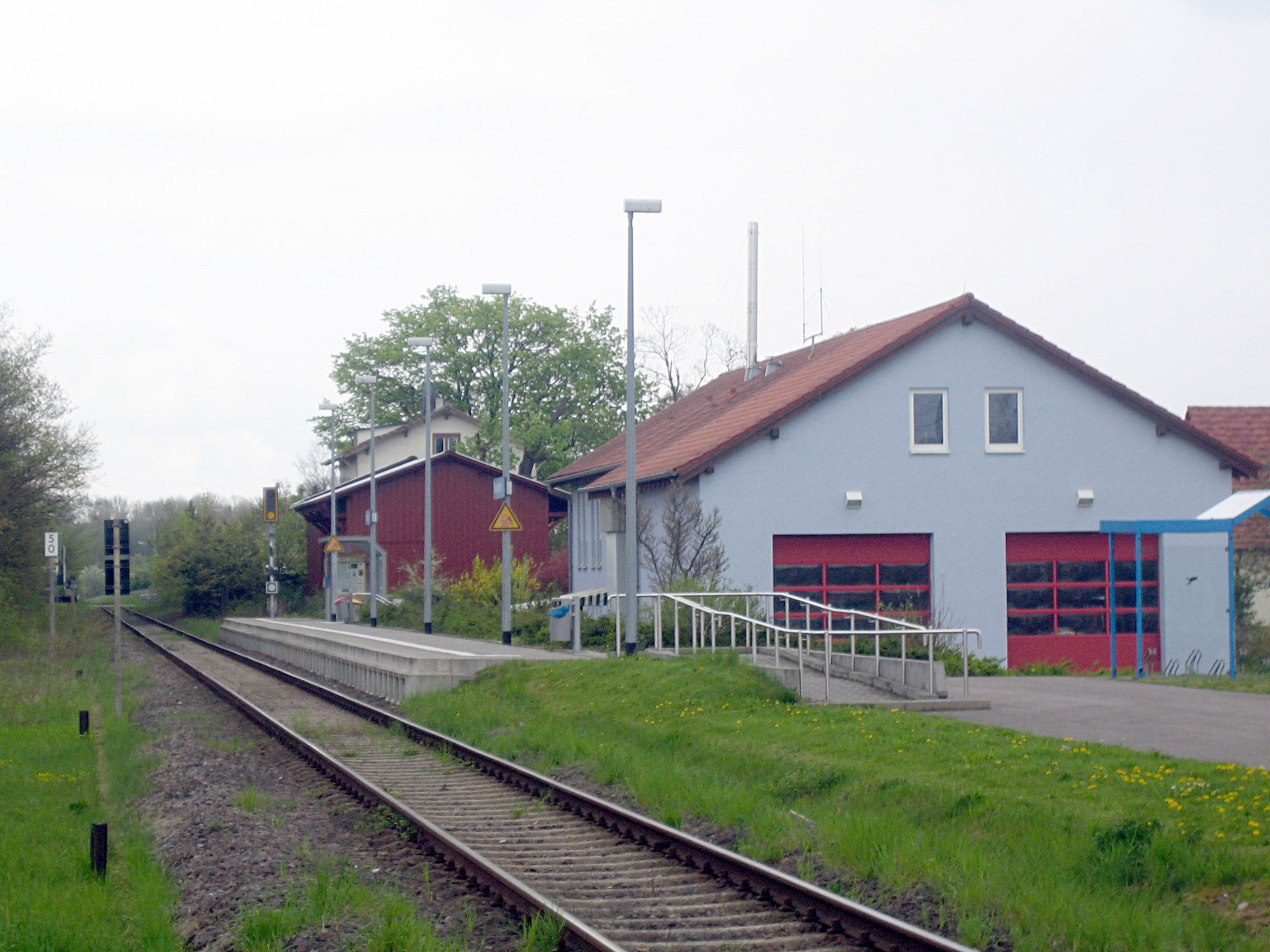
Haltepunkt Barbelroth

Eine Elektrifizierung der Strecke wurde geprüft, allerdings nur zusammen mit der Elektrifizierung der Maximiliansbahn für sinnvoll erachtet. Außerdem gab es Überlegungen, die in Wörth Badepark endende Linie S5 der Stadtbahn Karlsruhe nach Bad Bergzabern weiterzuführen, was allerdings keinen positiven Kosten-Nutzen-Faktor erbrachte.

## Streckenverlauf
Die vom Verlauf her unspektakuläre Strecke verlässt den dreigleisigen Knotenbahnhof Winden Richtung Norden und biegt dann nach Westen ab. Anschließend verläuft die Bahn, die keine landschaftlichen Besonderheiten aufweist, größtenteils gradlinig zunächst über landwirtschaftlich genutztes Areal und nachfolgend durch einen kleinen Wald. Dabei folgt sie dem Verlauf des Erlenbach. Nach fünf Kilometern erreicht sie zuerst den nördlichen Ortsrand von Barbelroth mit dem Haltepunkt des Ortes. Kurz vor Kapellen-Drusweiler befindet sich eine Langsamfahrstelle, die Züge lediglich mit fünf Kilometern pro Stunde befahren dürfen. Anschließend erreicht sie nach weiteren zweieinhalb Kilometern den Haltepunkt Kapellen-Drusweiler, der ebenfalls nördlich des Siedlungsgebietes der Ortsgemeinde liegt. Immer weiter in westlicher Richtung erreicht die Kurbadlinie nach 9.340 Metern den Kopfbahnhof Bad Bergzabern.
Außer Winden, das zum Landkreis Germersheim gehört, liegen alle Orte entlang der Strecke im Landkreis Südliche Weinstraße. Von der gesamten Strecke liegen 7.185 Meter in Geraden und 2.155 Meter in Bögen mit Radien zwischen 350 und 1.000 Meter.

## Betrieb

### Personenverkehr
Anfangs befuhren fünf Zugpaare die Strecke. Der Fahrplan von 1897 weist durchgehende Züge bis nach Karlsruhe auf. Kurz vor Ausbruch des Zweiten Weltkrieges wies die Strecke an Werktagen zwölf Zugpaare auf; eine Fahrt zwischen Winden und Bergzabern dauerte damals 16 Minuten.
Die Strecke wurde nach dem Zweiten Weltkrieg stark frequentiert. Der letzte Fahrplan vor der vorübergehenden Einstellung der Personenbeförderung im Jahr 1981 wies an Werktagen insgesamt 28 Zugpaare auf, von denen viele am Wochenende ebenfalls verkehrten. Gegen Mittag fuhr ein Eilzugpaar zwischen Karlsruhe und Bad Bergzabern, die weiteren Zugpaare dienten dem Pendelverkehr nach Winden.
Die Züge verkehren seit der Wiedereröffnung, bis auf eine mittägliche Verschiebung an Schultagen, im Stundentakt. Die seit Dezember 2010 eingesetzten Dieseltriebwagen der Baureihe 643 ersetzten die zuvor verkehrende DB-Baureihe 628. 2005 wies die Strecke mehr als 1000 Fahrgäste pro Tag auf. Es gilt der VRN-Tarif. Bei Fahrten aus dem- oder in das Gebiet des KVV gilt der Gemeinschaftstarif des KVV.

### Güterverkehr
Die Bahnhöfe in Barbelroth und Kapellen-Drusweiler dienten vor allem der Verladung landwirtschaftlicher Produkte. Bereits in den 1980er Jahren existierte nur noch gelegentlich ein so genannter Bedarfsgüterzug auf der Strecke. Seit der Bahnreform reduzierte sich der Güterverkehr deutlich bis hin zur völligen Einstellung.

## Fahrzeuge
Für die Erstausstattung wurde eine leichte zweiachsige Tenderlokomotive der pfälzischen Gattung T2.1 beschafft ähnlich den beiden, die seit 1865 den Verkehr über die Schiffsbrücke bei Maxau abwickeln. Dazu kamen noch 6 Personenwagen mit I. und II. Klasse, 12 Personenwagen der III. Klasse sowie 2 Gepäckwagen. Bei den Güterwagen griff man auf den vorhandenen Bestand zurück.
Für die Lokomotiven auf Strecke war zunächst die Werkstätte Ludwigshafen zuständig. Aufgrund der geringen Länge befand sich noch bis Anfang des 20. Jahrhunderts nie mehr als eine Lokomotive gleichzeitig auf der Strecke. Im Gegensatz zu den anderen Strecken war ihr keine feste Baureihe zugeteilt.
Ab den 1950er Jahren kamen bis zur vorübergehenden Einstellung des Personenverkehrs im Jahr 1981 zuletzt Uerdinger Schienenbusse aus Landau zum Zuge. Das Eilzugspaar wurde mit einer Diesellokomotive der Baureihe 212 sowie einem n-Wagen abgewickelt. Nach der Reaktivierung übernahmen Triebwagen der Baureihe 628 den Betrieb, ehe diese Ende 2010 von der Baureihe 643 abgelöst wurden.

## Betriebsstellen

### Winden (Pfalz)

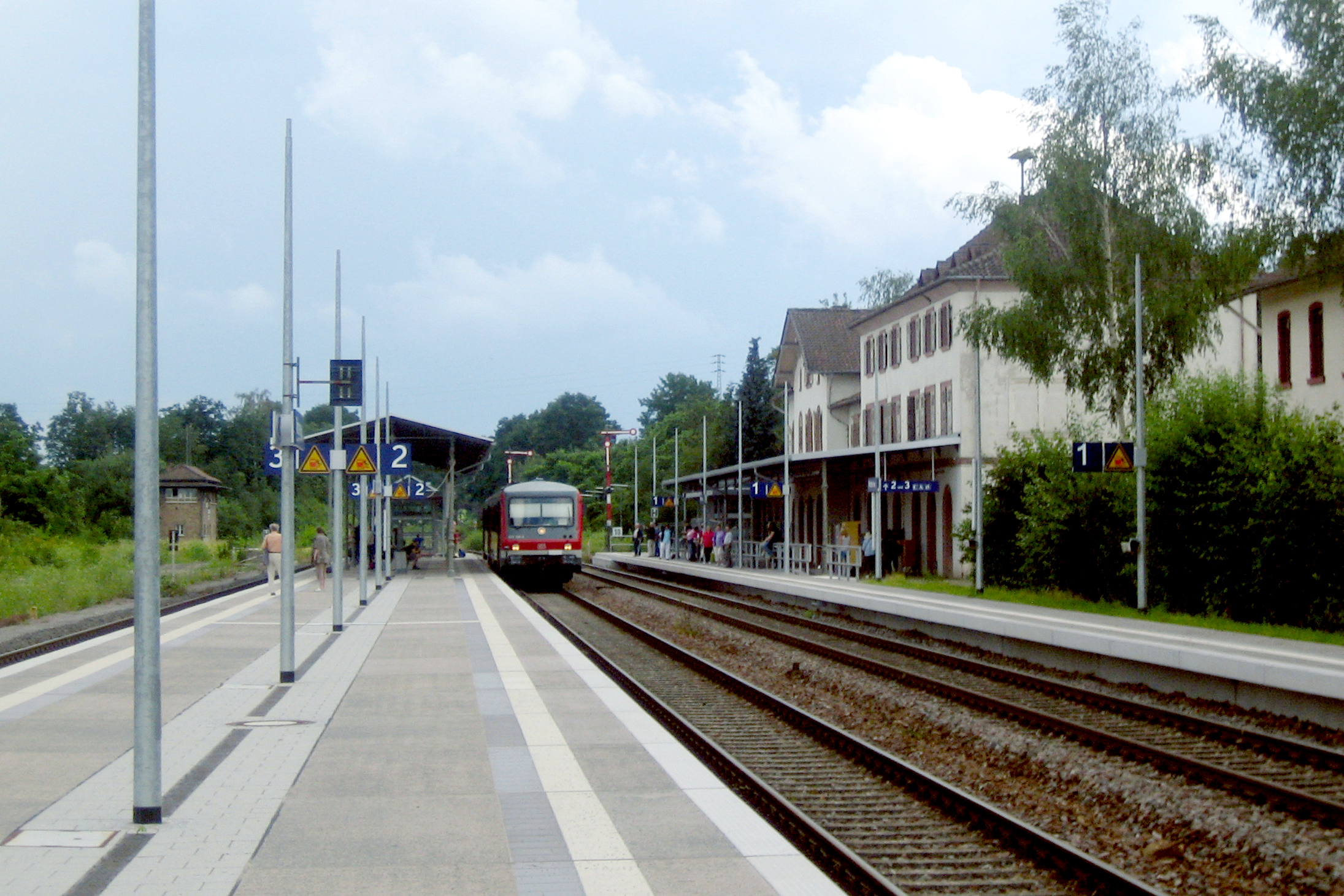
Bf. Winden nach seiner Modernisierung 2007

Der Bahnhof Winden (Pfalz) befindet sich am südöstlichen Ortsrand von Winden (Pfalz) und gehört der Preisklasse 4 an. Von ihm zweigt seit 1864 die Strecke nach Wörth und Karlsruhe ab. Dadurch wurde der Bahnhof nach Schifferstadt (1847), Ludwigshafen (1853), Neustadt an der Haardt (1855) und Homburg (1857) der fünfte Eisenbahnknotenpunkt innerhalb der Pfalz. Die Kurbadlinie war die letzte Strecke, die an den Bahnhof angeschlossen wurde. Die Züge nach Bad Bergzabern begannen beziehungsweise endeten am inzwischen abgebauten vorgelagerten Stumpfgleis 1a.
Darüber hinaus hatte der Bahnhof im Güterverkehr vor allem durch die Verladung von Zuckerrüben eine große Bedeutung. Diese fand ausschließlich im Herbst statt. Im Dezember 1992 wurden die Zuckerrübentransporte jedoch eingestellt und die Gütergleise, die sich im östlichen Bahnhofsbereich befanden, abgebaut.
Er verfügt über Fahrrad-Stellplätze, Parkplätze sowie einen barrierefreien Zugang. Im Zeitraum von 2005 bis 2007 wurde er außerdem modernisiert. Das Empfangsgebäude steht zudem unter Denkmalschutz.

### Barbelroth
Der Haltepunkt Barbelroth befindet sich am nördlichen Ortsrand von Barbelroth. In den ersten Jahrzehnten ihres Bestehens trug sie den Namen Barbelroth-Oberhausen.
Das Empfangsgebäude enthielt zwei Stockwerke und dient inzwischen als Wohnhaus. Es handelt sich um den dreiachsigen Standardtyp, der bei vielen seinesgleichen innerhalb der Pfalz zur Anwendung kam. Die Öffnungen der Fenster sind rechteckig; diejenigen im Obergeschoss befinden sich auf einem Sims. Die Fenster aus Holz und die Tür stammen aus der Anfangszeit des Bahnhofs. Im Gebäude selbst befand sich ein Wartesaal, ein Büro und eine Wohnung für den Bahnhofsverwalter. Hinzu kam ein Zimmer für Güter und eine Wohnung für den Portier. Das frühere Empfangsgebäude sowie der verbretterte Güterschuppen und die Laderampe existieren bis heute, haben für den Bahnbetrieb jedoch keine Bedeutung mehr. Der frühere Güterschuppen dient inzwischen einem Verein und wurde in diesem Zusammenhang deutlich vergrößert.
Zum 1. Januar 1969 zog die DB ihr Personal aus dem Bahnhof ab.
Bis 1990 existierte eine Verladeanlage für Rüben. Hinzu kommen Fundamente inzwischen abgebauter Signale aus den 1930er Jahren.
Um die Jahrtausendwende erhielt die Betriebsstelle einen neuen Bahnsteig, der sich weiter östlich beim ehemaligen Güterschuppen befindet.

### Kapellen-Drusweiler

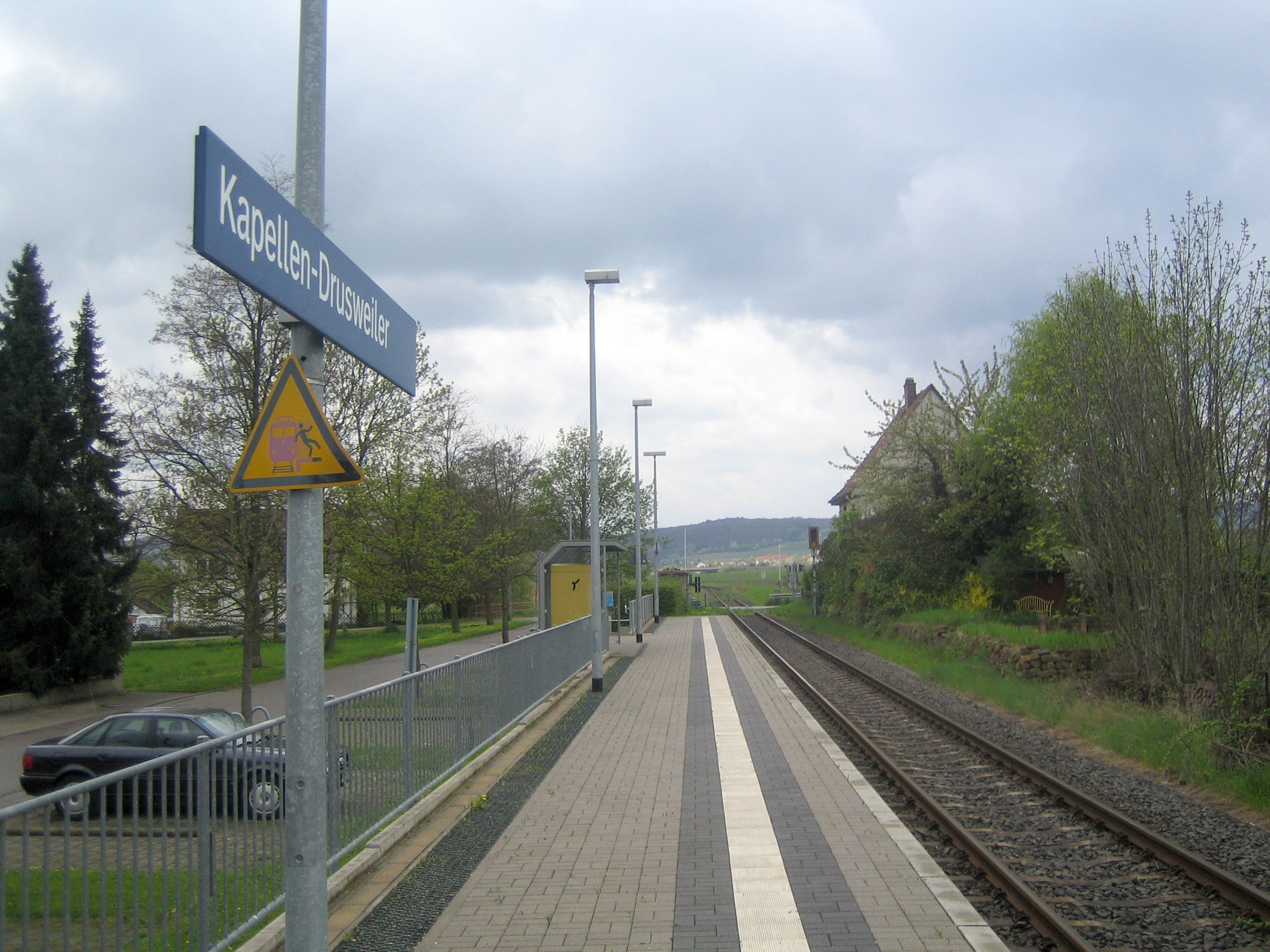
Haltepunkt Kapellen-Drusweiler

Zeitweise trug die Betriebsstelle den Namen Kapellen-Niederhorbach. Der ehemalige Bahnhof wurde 1959 zu einem Haltepunkt herabgestuft. Im Zuge des Rückbaus der Strecke verlor sie 1983 ihr Abstellgleis. Das frühere Empfangsgebäude ist untypisch. Stilistisch lehnt es sich an Bauten der 1920er Jahre an.

### Bad Bergzabern
Nachdem Bergzabern zunächst nur ein relativ schlicht gehaltenes Bahnhofsgebäude aus Fachwerk erhalten hatte, wurde es 1898 durch das bis heutige markante aus rotem Buntsandstein ersetzt. Mitte der 1960er Jahre erhielt Bergzabern das Prädikat „Bad“ und fortan Bad Bergzabern hieß; entsprechend änderte sich auch der Bahnhofsname.